# Svetozar Pribićević
Svetozar Pribićević (in serbo Светозар Прибићевић; Kostajnica, 26 ottobre 1875 – Praga, 15 settembre 1936) è stato un politico serbo di Croazia che lavorò per la creazione di una Jugoslavia unitaria.
Ciononostante divenne in seguito un aspro oppositore di questa politica e della dittatura del re Alessandro I di Jugoslavia.
Morì in esilio a Praga nel 1936.